# Marianna Bottini
Pour les articles homonymes, voir Bottini.
Marianna Bottini, née Motroni-Andreozzi le 7 novembre 1802 et morte le 25 janvier 1858, est une compositrice et professeure de harpe italienne. Elle est l'une des rares femmes dont la musique est jouée lors du festival traditionnel en l'honneur de Sainte Cécile de Rome.

## Biographie
Marianna Motroni-Andreozzi naît à Lucques, fille d'un noble, Sebastiano Motroni-Andreozzi, et de sa femme Eleonora Flekestein,.
Elle étudie le contrepoint avec Domenico Quilici et est admise à l'Accademia Filarmonica à Bologne en 1820 en tant que maitre compositeur honoraire.  
En 1823, elle se marie avec le Marquis Lorenzo Bottini, une personnalité politique locale importante.  
Elle meurt à Lucques âgée de 55 ans.

## Œuvres
La plupart des compositions de Bottini s'échelonnent entre ses 13 et 20 ans :

### 1818
- Motet pour une voix et orchestre, 1818
- Here Tollis pour une voix, chœur et orchestre, 1818

### 1819
- Messa da Requiem pour quatre voix et orchestre, 1819
- Motet pour une voix et orchestre, 1819
- Quoniam pour une voix et orchestre, 1819
- Here Tollis pour une voix et orchestre, 1819
- Stabat Mater pour trois voix, 1819
- Te Deum pour trois voix, 1819
- In sacri cantici (Hymnes sacrés) pour trois voix, instruments à vent, basse continue, 1819

### 1820
- Briseis (C. Moscheni) pour trois voix, chœur et orchestre, 1820
- Stabat Mater pour trois voix3, 1820

### 1822
- Elena et Gerardo, opéra non exécuté, 1822

- Mass pour quatre voix et orchestre, 1822
- Motet pour une voix et orchestre, 1822

### 1823
- Mag pour quatre voix et orchestre, après 1823

### 1824
- Miserere pour trois voix et basse continue, 1824

### Date non spécifiées
- Crucifixus pour deux voix, continuo
- Dixit Dominus pour cinq voix et orchestre
- Domino adjuvandum pour quatre voix et orchestre
- Deux symphonies
- Une ouverture
- Trio pour violon, basson et piano
- Quartet pour clarinette, cor, harpe et piano[4]

## Discographie
- Sinfonia en ut majeur ; Messa da Requiem - Cappella S. Cecilia della Cattedrale di Lucca ; Orchestre Luigi Boccherini,  dir. Gianfranco Cosmi (2008, La Bottega Discantica) (OCLC 978250074)
- Concertone per pianoforte a piena orchestra et Concerto di clarino in Beffà - Gianni Bicchierini, piano ; Remo Pieri, clarinette ; Tommaso Valenti, alto ; Orchestra istituto musicale « Luigi Boccherini » Di Lucca, dir. Gianpaolo Mazzoli (mai 2016, Tactus TC 800008) — avec un concerto pour alto d'Alessandro Rolla le tout en premier enregistrement mondial.
- Concertone è suonato in do maggiore e si basa su 5/4